# グラスフィッシュ
アジアティックグラスフィッシュ（英名：Asiatic glassfish）は、スズキ目タカサゴイシモチ科に分類される魚のうち、体に透明感のある小型種の総称。大型のものはグラスパーチの名前で呼ばれることが多い。
インドシナ半島からインドネシアにかけて生息する。観賞魚として流通するものは純淡水に生息するものが多いが、本来は海産起源の二次淡水魚であり、汽水域や海域に生息する種も存在する。小型のものは観賞用に利用されるだけにとどまるが、ある程度の大きさのある種類は食用として利用される。

## 種類
ラージグラスフィッシュ (Parambassis siamensis)
体長7cm。体の透明度はグラスフィッシュの中でも特に高い。鑑賞魚としてカラーラージグラスという名前で販売されている魚は、本種の背中と腹部に蛍光色素を注入して人工的に着色したものであり、時間の経過とともに脱色する。
インディアングラスフィッシュ (Parambassis ranga)
体長5cm。体が黄色みを帯びるのが特徴で、カラーラージグラスに次いでポピュラーなグラスフィッシュの仲間。
グラスエンゼル (Gymnochanda filamentosa)
体長4cm。雄の背びれと尻びれの先端が糸状に伸びるのが特徴。体の表面に鱗を欠く。
アップルヘッドグラスパーチ (Parambassis pulcinella)
体長10cm。雄の頭部に角竜類の恐竜のフリルのような膨らみがある。
ジャイアントグラスパーチ (Parambassis gulliveri)
体長20cm以上。本属の中では大型の部類に入り、グラスパーチの名前に反して体に透明感はない。